# Colonia Azteca, Puebla
Colonia Azteca är en ort i Mexiko.   Den ligger i kommunen Juan Galindo och delstaten Puebla, i den sydöstra delen av landet, 150 km nordost om huvudstaden Mexico City. Colonia Azteca ligger 1 316 meter över havet och antalet invånare är 205.
Terrängen runt Colonia Azteca är lite bergig. Runt Colonia Azteca är det ganska tätbefolkat, med 192 invånare per kvadratkilometer. Närmaste större samhälle är Huauchinango, 7,3 km sydväst om Colonia Azteca. I omgivningarna runt Colonia Azteca växer i huvudsak blandskog.